# Triops longicaudatus
Triops longicaudatus, conocido comúnmente como cangrejo renacuajo cola larga, es una especie de crustáceo branquiópodo del orden de los notostráceos, distribuida por América del Norte y del Sur.

## Características
Tienen una corta vida, de unos veinte a noventa días y crecen muy rápido con una longitud de 25 a 75 mm. Este crecimiento depende de la cantidad de luz y alimento que reciban. Después de nacer, frecuentemente doblan su tamaño diariamente. Tiene un caparazón en forma de escudo protector, compuesto de ojos fijos y de treinta y cinco a setenta y un pares de filamentos usados para nadar y respirar. Este crustáceo tiene mandíbulas y maxilares.

## Hábitat
Viven en charcas temporales que se secan en época de sequía o de calor; allí ponen los huevos que permanecen intactos hasta que llegan de nuevo las lluvias y eclosionan.

## Mascotas prehistóricas
Actualmente se venden como mascotas. Se venden muchos tipos de packs, pero no siempre son T. longicaudatus, también están los Triops cancriformis, los cuales se distribuyen por la mayor parte de Europa y Asia. Al tratarse de una especie considerada invasora en algunos países como España, su venta como mascota en esos países es ilegal.
Los packs normalmente vienen con los siguientes productos:
- Un contenedor o bolsa con huevos
- Comida
- Instrucciones de cría y mantenimiento
- Termómetro
- En algunos casos pecera.
- Incluso pipeta.

Pero se le pedirá también agua destilada ya que lo necesitan al enfriarse después de hervirla para que puedan vivir sin ningún problema.

## Especie invasora en España
Debido a su potencial colonizador y constituir una amenaza grave para las especies autóctonas, los hábitats o los ecosistemas, esta especie ha sido incluida en el Catálogo Español de Especies Exóticas Invasoras, aprobado por Real Decreto 630/2013, de 2 de agosto.